# Le vent nous portera
Singles de Noir Désir
L'Homme pressé
(1997) Lost
(2002)
Le vent nous portera est une chanson du groupe Noir Désir (2001) en single et publiée sur l'album Des visages des figures le 11 septembre 2001.

## Historique
Initialement appelée "la petite", l'air (présentée en 2000 aux autres membres du groupe) et les paroles, qui ont pris deux ans d'écriture, sont de Bertrand Cantat, et le morceau devait être plus simple : "La guitare devait servir d'écrin à la voix, la batterie soulignait juste l'aspect rythmique des mots" , décrit Serge Teyssot-Gay, guitariste du groupe.
Alors qu'il avait déjà été enregistré dans sa première version, Manu Chao a été invité à y participer, à la guitare ainsi que Akosh Szelevényi à la clarinette basse. Ce morceau marque un renouvellement stylistique du groupe avec une musique plus apaisée, moins rock.
Le vent nous portera est le premier titre sorti en single de l'album Des visages des figures le 28 août 2001 après six semaines de diffusions régulières sur les radios Oui FM, RTL2 et Europe 2 à partir du 18 juillet. 
Ce single est le plus vendu de l'histoire du groupe[réf. nécessaire] avec plus de 250 000 exemplaires, obtenant ainsi le label Disque d'or.
La face B comporte une chanson inédite, Moriyn Moriyn, un titre avec une instrumentation atypique associant les musiques du monde et le jeu d'Akosh S pour les instruments à vent. Le titre vient de l'instrument mongol le morin khuur qui sert de base à la chanson. Comme la face B de Lost, Baiser cannibale, ce titre a longtemps été collector jusqu'à la publication de l'intégrale en 2020, car ces deux chansons n'avaient pas été publiées sur la compilation Soyons désinvolte, n'ayons l'air de rien en 2011.
Cependant, depuis la décennie 2020, la chanson (tout comme sa face B) connaît désormais une diffusion médiatique très limitée à l'instar de la discographie du groupe en raison des actes du chanteur.

## Thèmes et clip-vidéo
La chanson évoque l'histoire de deux personnages inséparables, dont les souvenirs s'envoleront à jamais, d'où « le vent nous portera ». Les paroles sont illustrées par le clip réalisé par le duo Alex and Martin (Alexandre Courtes et Martin Fougerol), et produit par Robin Accard, où l'on voit une femme (interprétée par Rebecca Hampton devenue une célébrité dans le rôle de Céline Frémont dans la série française à succès Plus belle la vie) emportée par le vent sur une plage, sous les yeux impuissants de son fils. Il existe une fin alternative à ce clip, bien moins sombre, où la mère rejoint son fils. Le clip a été primé comme « vidéo-clip de l'année » aux Victoires de la musique 2002.

## Reprises
Cette chanson a été reprise par :
- La chorale belge Scala & Kolacny Brothers sur leur album Respire en 2004,
- Le groupe québécois Les Charbonniers de l'enfer, par le groupe Herman Düne dans l'album Giant en 2006 sous le titre « Bristol »,
- La chanteuse suisse Sophie Hunger sur son album 1983 sorti en 2010,
- Par Element of Crime sur l'album Fremde Federn, ou encore par le groupe Les Chics Types sur l'album Hey ! Ma B.O. en mai 2011,
- Le chanteur italien Cristiano De André sur son album Come in cielo cosi in guerra en 2013 sous le titre Il vento soffierà,
- Les musiciens Matthieu Saglio et Camille Saglio, dans une version acoustique (violoncelle et voix) sur leur album Al Alba, sorti en mai 2025.

Par ailleurs, dans le film Versailles (2008) de Pierre Schoeller, Guillaume Depardieu murmure le passage « La caresse et la mitraille, et cette plaie qui nous tiraille ». La version originale est utilisée en générique de fin du long métrage Q de Laurent Bouhnik. La version de Sophie Hunger est utilisée comme générique de fin du film Terraferma (2011) d'Emanuele Crialese, dans la bande musicale des films Café de Flore (2011) de Jean-Marc Vallée et  Les Beaux Jours (2013) de Marion Vernoux, comme générique du film d'animation Ma vie de Courgette de Claude Barras (2016), ainsi que Palace Beach Hôtel (2014), Yarına Tek Bilet (2020) d'Ozan Açıktan et également comme génériques des trois épisodes de la mini-série Fiertés (2017) de Philippe Faucon. Une reprise du titre est aussi utilisée dans l’épisode six de la première saison de The Walking Dead : Daryl Dixon lors d’un passage sur les plages du Mont-Saint-Michel.

## Classement hebdomadaire
| Classement (2001)               | Meilleure position |
| ------------------------------- | ------------------ |
| Belgique (Flandre Ultratip)     | 2                  |
| Belgique (Wallonie Ultratop 40) | 7                  |
| France (SNEP)                   | 3                  |
| Italie (FIMI)                   | 1                  |
| Pays-Bas (Single Top 100)       | 39                 |